# César Barônio
Cesare Baronio ou Caesar Baronius C.O. (Sora, 30 de outubro de 1538 - Roma, 30 de junho de 1607) foi um historiador, religioso e cardeal italiano. Membro da Congregação do Oratório, seu nome é associado com a preparação dos primeiros volumes dos Annales ecclesiastici (a história da Igreja desde suas origens até 1198) e a revisão do Martirológio Romano (1586 - 1589).

## Biografia
Único filho de Camillo e Porzia Febonia, pertencia a uma rica família de origem napolitana: seu nome verdadeiro era Barone, e depois para o latim Baronius, a partir do qual é derivado a forma Barônio.
Estudou em Verona, Nápoles e Roma, onde recebeu um doutorado em Direito, decidiu abraçar a vida religiosa contra a vontade dos pais e conhecendo Filipe Néri, entrou na Congregação do Oratório na igreja de São Jerônimo da Caridade, em Roma, em 20 de maio de 1561.
Foi ordenado padre em 27 de maio de 1564, recusou inúmeras homenagens e comandos eclesiásticos, para ser capaz de continuar a cooperar estreitamente com o Oratório.

## A Obra
Após a aprovação final da sua ordem eclesiástica em 15 de julho de 1575, foi eleito para Santa Maria em Vallicella, onde se dedicou a escrever suas obras: a revisão do Martirológio Romano, cargo que tinha sido confiado pelo Papa Gregório XIII e ao cardeal Guglielmo Sirleto, que terminou em 1589 e que foi publicada sob o título Martyrologium Romanum, cum Notationibus Caesaris Baronii e, sobretudo, os Annales ecclesiastici. Ele supervisionou a criação até a sua morte, chegando a publicar o volume XII: dos Annales representa uma das primeiras peças reais da história da Igreja Católica, com base em uma análise crítica, cuidadosa e profunda das fontes documentais.

## Cardinalato
Em 1593, ele sucedeu a Filipe Néri (aposentado por motivos de saúde) como Superior Geral da Congregação do Oratório, também foi escolhido pelo Papa Clemente VIII como o seu confessor pessoal e foi nomeado "protonotário apostólico" em 1595.
No Consistório de 5 de junho de 1596, Clemente VIII fez dele um cardeal do título dos Santos Nereu e Aquileu: tratou da reconciliação de Henrique IV da França (que tinha abjurado o calvinismo) com a Igreja (contra o parecer da Congregação do Santo Ofício) e supervisionou a devolução do ducado de Ferrara para os Estados Pontifícios e também foi nomeado cardeal bibliotecário da Biblioteca Vaticana.
Participou dos conclaves de 1605 (que elegeriam os papas Leão XI e Paulo V), e seu nome também foi mencionado como papabile, mas sua eleição foi prejudicada pela Espanha (Baronio foi pró-francês e tinha publicado o Tractatus de Monarchia Siciliae contra o domínio espanhol no sul da Itália).
Ele morreu em 1607 em sua cela em Santa Maria, em Vallicella, onde foi sepultado.
Em 12 de janeiro de 1745 o Papa Bento XIV o proclamou Venerável. Para comemorar o 400º aniversário de sua morte, a Congregação do Oratório organizou uma série de “Eventos do Centenário Baroniano”. A causa de canonização do cardeal Barônio foi reaberta pelo procurador geral do oratório e uma "Jornada pró beatificação" aconteceu em 15 de abril de 2007 com uma missa celebrada pelo cardeal James Francis Stafford, penitenciário-mor, na igreja de Santa Maria em Vallicella.

## Conclaves
- Conclave de março de 1605 - participou da eleição do Papa Leão XI. Recebeu o jus exclusivæ de Filipe III de Espanha.
- Conclave de maio de 1605 - participou da eleição do Papa Paulo V